# كأس فنزويلا
كأس فنزويلا (بالإسبانية: Copa Venezuela)‏ ، هي بطولة رسمية لكرة القدم في فنزويلا ، أسسها الاتحاد الفنزويلي لكرة القدم سنة 1959م.

## وصلة خارجية
- Copa Venezuela winners on RSSSF